# Hawa
Hawa (nep. हवा) – gaun wikas samiti w środkowej części Nepalu w strefie Dźanakpur w dystrykcie Dholkha. Według nepalskiego spisu powszechnego z 2001 roku liczył on 367 gospodarstw domowych i 1980 mieszkańców (1001 kobiet i 979 mężczyzn).